# درابة الأعالي
درابة الأعالي (الاسم العلمي: Draba alticola) هي نوع من النباتات تتبع جنس الدرابة من الفصيلة الكرنبية.